# Dodson (Montana)
Dodson es un pueblo ubicado en el condado de Phillips en el estado estadounidense de Montana. En el Censo de 2010 tenía una población de 124 habitantes y una densidad poblacional de 251,98 personas por km².

## Geografía
Dodson se encuentra ubicado en las coordenadas 48°23′44″N 108°14′49″O / 48.39556, -108.24694. Según la Oficina del Censo de los Estados Unidos, Dodson tiene una superficie total de 0.49 km², de la cual 0.49 km² corresponden a tierra firme y (0%) 0 km² es agua.

## Demografía
Según el censo de 2010, había 124 personas residiendo en Dodson. La densidad de población era de 251,98 hab./km². De los 124 habitantes, Dodson estaba compuesto por el 41.94% blancos, el 0% eran afroamericanos, el 49.19% eran amerindios, el 0% eran asiáticos, el 0% eran isleños del Pacífico, el 2.42% eran de otras razas y el 6.45% pertenecían a dos o más razas. Del total de la población el 6.45% eran hispanos o latinos de cualquier raza.